# Bisdom Meru
Het bisdom Meru (Latijn: Dioecesis Meruensis) is een rooms-katholiek bisdom met als zetel Meru, in Kenia. Het bisdom is suffragaan aan het aartsbisdom Nyeri. 

## Geschiedenis
Het bisdom werd opgericht op 10 maart 1926, als de apostolische prefectuur Meru, uit delen van het apostolisch vicariaat Kenya. Op 7 mei 1953 werd het verheven tot bisdom en was suffragaan aan het aartsbisdom Nairobi. Op 21 mei 1990 veranderde het van kerkprovincie en werd suffragaan aan het aartsbisdom Nyeri. 
Het verloor meermaals gebied bij de oprichting van de apostolische prefecturen Kitui (1956) en Garissa (1976), het bisdom Embu (1986) en het apostolisch vicariaat Isiolo (1995).

## Parochies
Het bisdom had in 2021 een oppervlakte van 9.546 km2 en telde 3.336.685 inwoners waarvan 31,1% rooms-katholiek was.

## Ordinarii

### Apostolische prefecten
- Giovanni Balbo (1926 - 1929)
- Carlo Re (1930 - 1936)
- José Nepote-Fus (16 september 1936 - 7 augustus 1948)

### Bisschoppen
- Lorenzo Bessone (3 maart 1954 - 7 april 1976)
- Silas Silvius Njiru (9 december 1976 - 18 maart 2004; hulpbisschop sinds 2 oktober 1975)
- Salesius Mugambi (18 maart 2004 - heden; coadjutor sinds 1 december 2001)
  - Jackson Murugara (coadjutor: 16 januari 2025 - heden)